# 哈特福德 (伊利諾伊州)
哈特福德（英語：Hartford）是位於美國伊利諾伊州麥迪遜縣的一個村落。

## 地理
哈特福德的座標為38°49′28″N 90°05′33″W / 38.82444°N 90.09250°W，而該地最高點為海拔高度167米（即548英尺）。

## 人口
根據2010年美國人口普查的數據，哈特福德的面積為12.65平方千米，當中陸地面積為12.08平方千米，而水域面積為0.57平方千米。當地共有人口1429人，而人口密度為每平方千米112人。